# داغني هالد
داغني هالد (بالنرويجية البوكمول: Dagny Hald)‏ هي مصصمة جرافك نرويجية، ولدت في 1936 في باروم في النرويج، وتوفيت في 2001 في فيستبي في النرويج.